# Parcul Național Kaeng Krachan
Parcul Național Kaeng Krachan (în thailandeză อุทยานแห่งชาติแก่งกระจาน, RTGS: {{langx|th|Utthayan Haeng Chat Kaeng Krachan, pronunțat [ʔùt.tʰā.jāːn hɛ̀ŋ t͡ɕʰâːt kɛ̀ŋ krā.t͡ɕāːn]) este cel mai mare parc național din Thailanda. A fost numit loc din patrimoniul mondial UNESCO  26 iulie 2021, în ciuda nemulțumirilor Înaltului Comisar al ONU pentru drepturile omului privitoare la încălcările drepturilor omului ale băștinașilor care trăiesc în parc.

## Geografie
Parcul acoperă părți din districtele Nong Ya Plong, Kaeng Krachan și Tha Yang ale provinciei Phetchaburi și din districtul Hua Hin al provinciei Prachuap Khiri Khan. Constă preponderent din păduri tropicale umede situate pe versantul estic al lanțului montan Tenasserim. Cea mai ridicată altitudine din parc este de 1.513 m, la hotarul dintre Thailanda și Myanmar.

## Istorie
Parcul a fost declarat rezervație în anul 1964, iar la 12 iunie 1981 a devenit cel de-al 28-lea parc național al Thailandei. Inițial acoperind o suprafață de 2.478 km², în decembrie 1984 a fost extins cu încă 437 km², ajungând până în zona de delimitare dintre provinciile Phetchaburi și Prachuap Khiri Khan.
Parcul a fost inclus pe lista Parcurilor Patrimoniului ASEAN. Face parte din Complexul Forestier Kaeng Krachan, pe care guvernul thailandez l-a nominalizat repetat începând din 2011 spre a fi desemnat loc din patrimoniul mondial. Comitetul Patrimoniului Mondial a respins la întâlnirea sa din 2019 a treia nominalizare din partea Thailandei, invocând drept motive informațiile desuete privitoare la granițe și absența participării din partea comunității. În iulie 2021, Thailanda a făcut a patra nominalizare pentru recunoașterea ca loc din patrimoniul mondial. În 26 iulie 2021, cele 21 de națiuni ale Comitetul Patrimoniului Mondial UNESCO au votat, cu 12 voturi favorabile și 9 împotrivă, în favoarea intrării parcului Kaeng Krachan în patrimoniul mondial.
Uciderea elefanților indieni sălbatici este o problemă încă prezentă în parc, autoritățile fiind incapabile să controleze braconajul. Unii membrii ai conducerii parcului ar fi implicați în comerțul cu componente de elefant.
Deși are statut de parc național, în limitele parcul există plantații private. Unele dintre acestea sunt înconjurate de garduri electrice; în iunie 2013, un pui de elefant a fost electrocutat fatal.
În 2018, parcul a primit oferte pentru un proiect de pavare a 18,5 km de la Bang Krang până la strada Phanoen Thung. A fost bugetat la 87,62 milioane de bahți. Strada cu o singură bandă existentă este deteriorată iremediabil, conform conducătorului parcului. Ecologiștii s-au opus proiectului pe motiv că accesul mai ușor va genera un flux mai mare de turiști în ecosistemul fragil. Conducătorul parcului a spus „...proiectul nu încalcă regulile... și [avem] o datorie... să continuăm cu proiectul.” Proiectul a fost oprit temporar la începutul lui noiembrie de către Departamentul Parcurilor Naționale pentru a le permite oponenților să se facă auziți în privința problemei.

## Floră și faună
Pădurile din parc conțin o biodiversitate de vegetație tropicală, incluzând foioase de zone tropicale sau subtropicale și specii de palmieri. 91 de specii de mamifere și 461 de specii de păsări au fost înregistrate în parc.

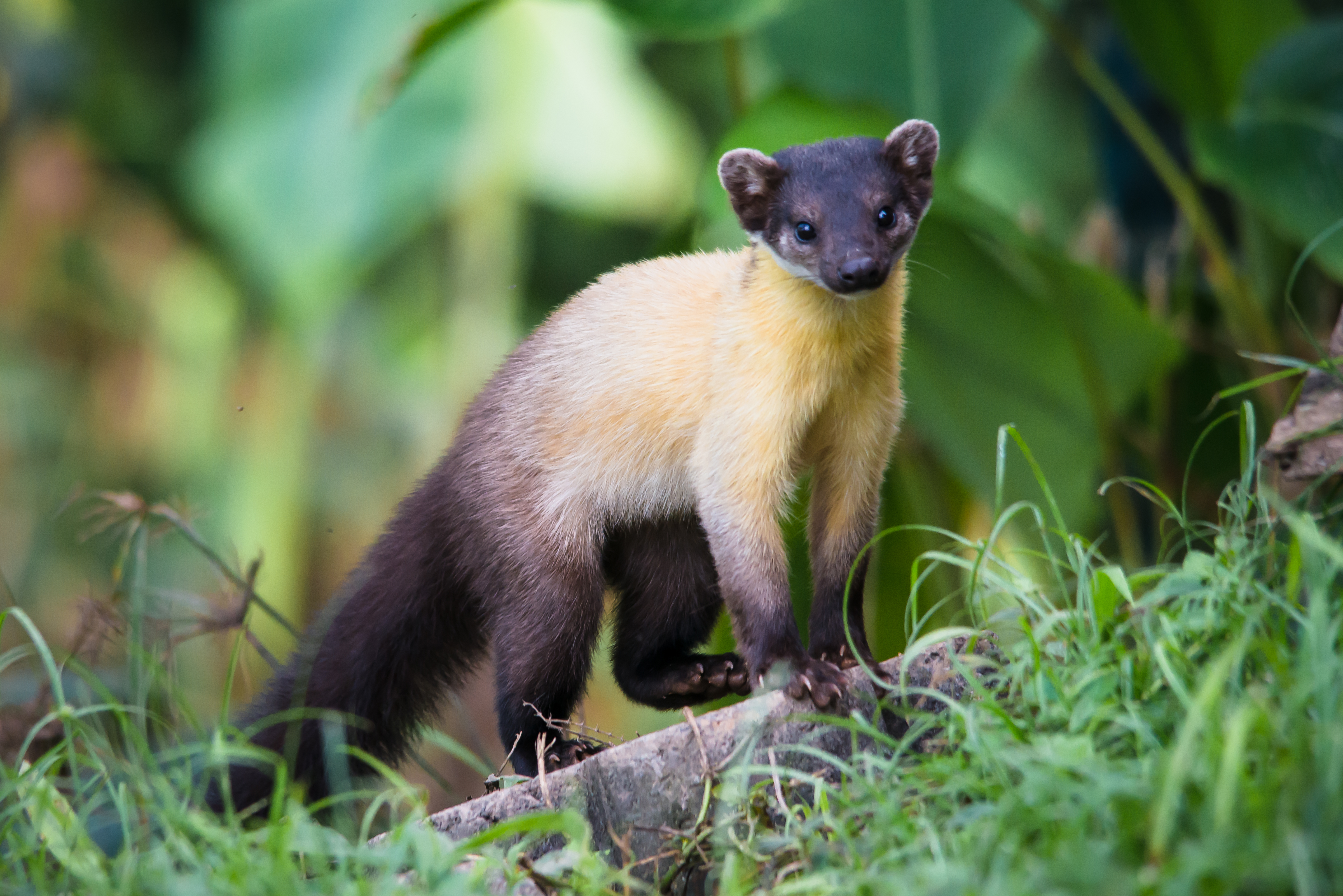
Martes flavigula, Jder cu gâtul galben
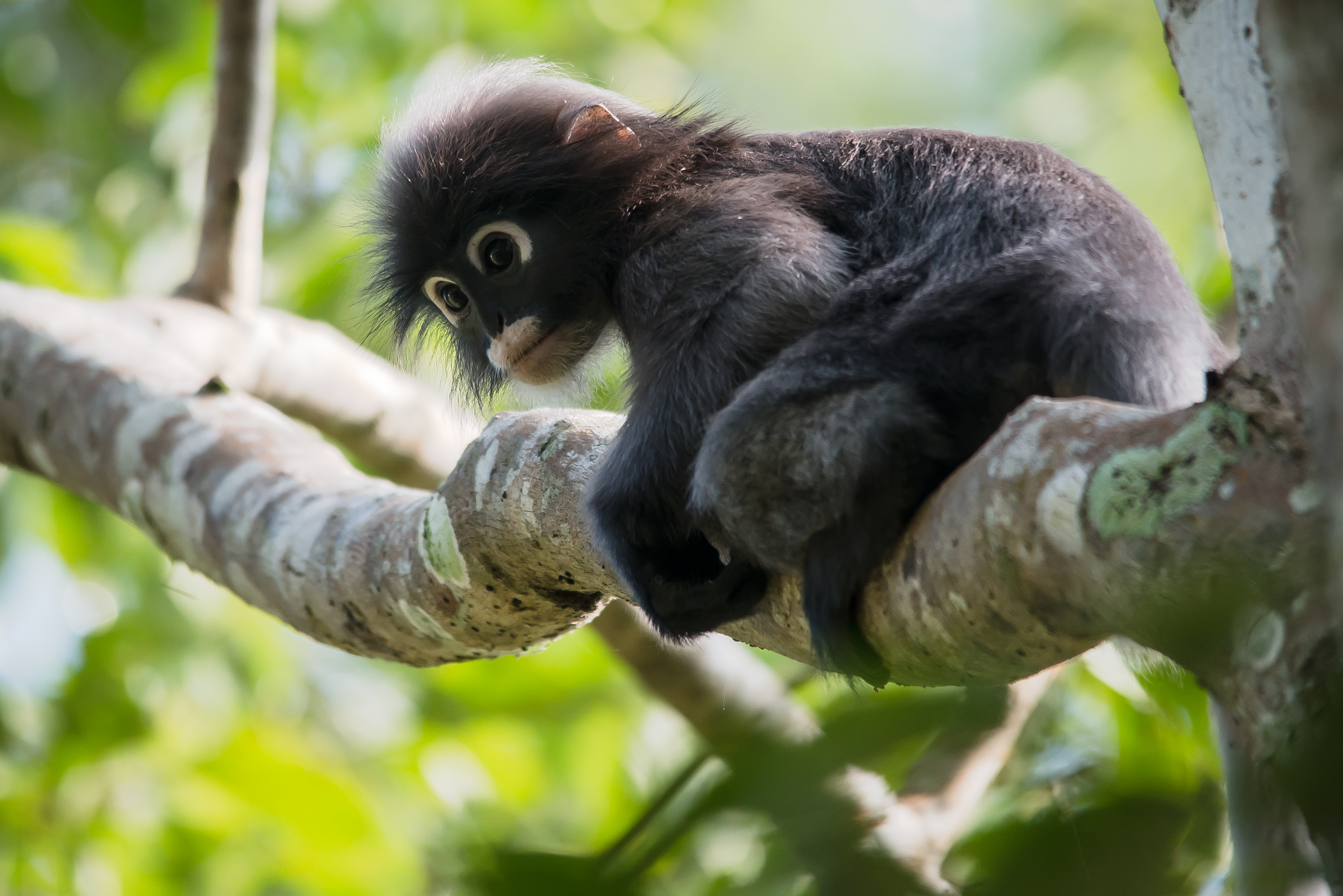
Trachypithecus obscurus
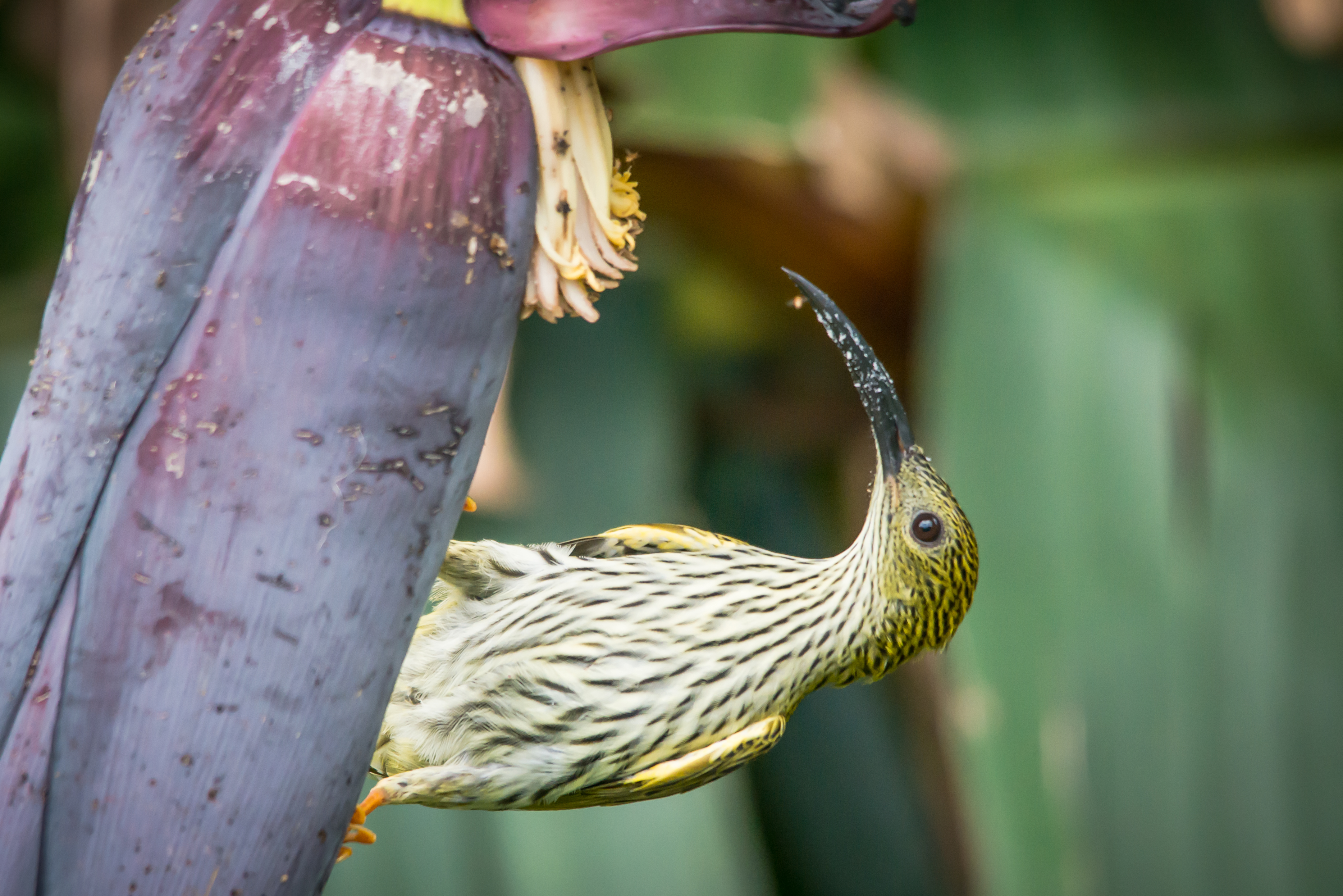
Arachnothera magna
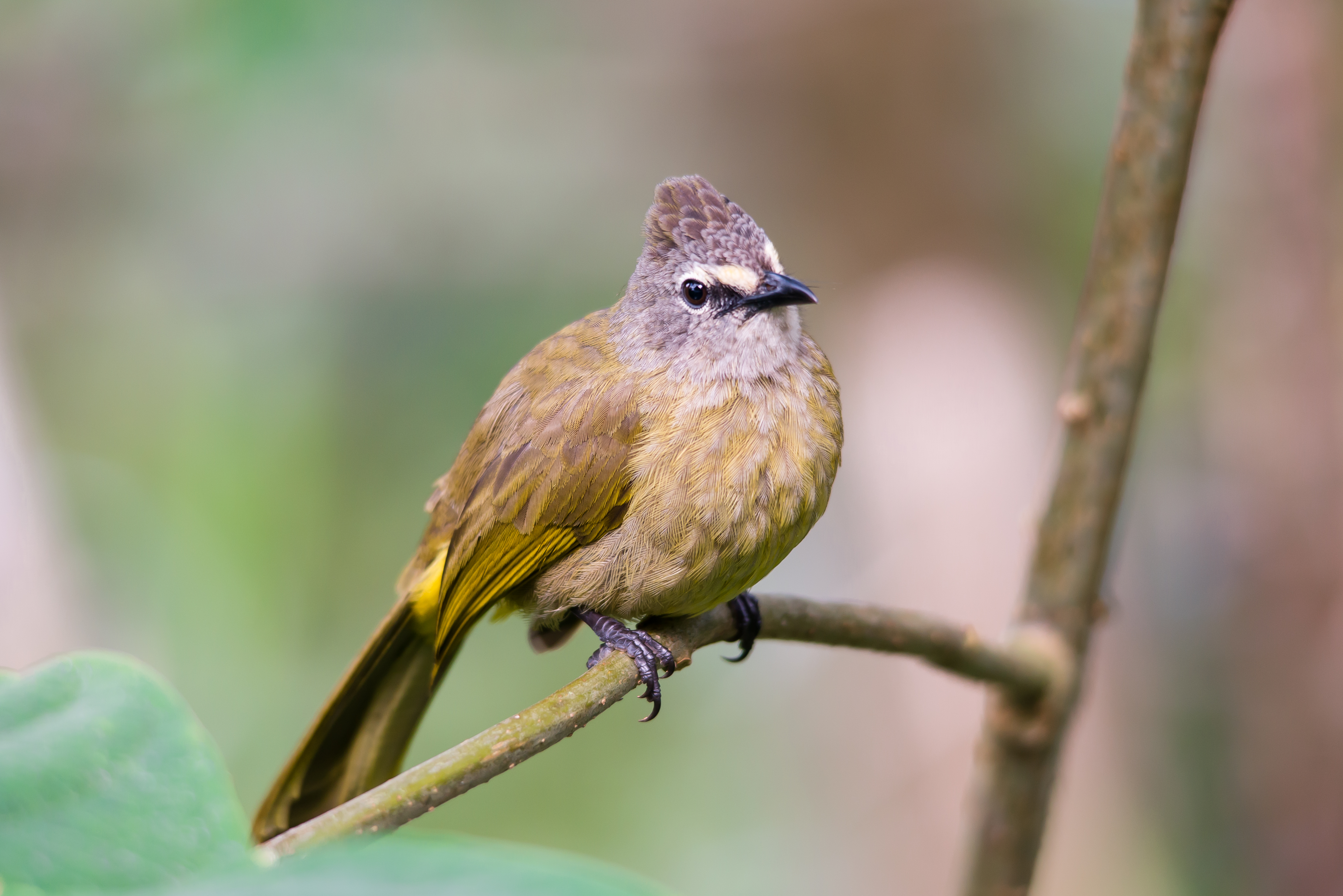
Pycnonotus flavescens
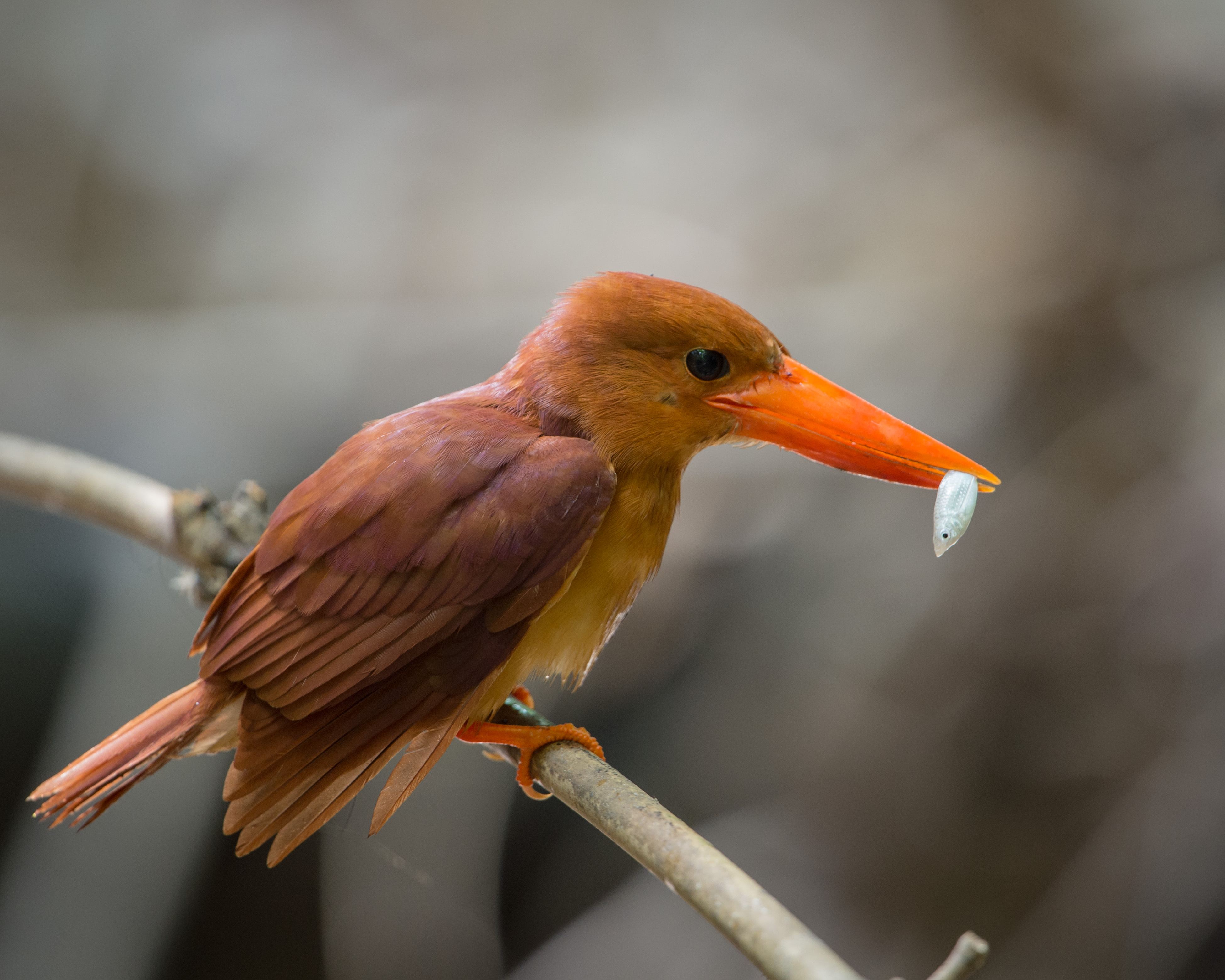
Halcyon coromanda

## Fructe sălbatice
Următoarele specii de plante cu fructe sălbatice sunt găsite în Parcul Național Kaeng Krachan.
- Abutilon hirtum
- Actephila excetsa
- Actephita ovatis
- Adenanthera pavonina
- Afgekia filipes
- Aglaia edulis
- Aglaia lawii
- Aglaia odoratissima
- Aglaonema ovatum
- Alangium kurzii
- Aistonia rostrata
- Amalocalyx microlobus
- Ampelocissus martinii
- Antheroporum glaucum
- Antidesma ghaesembilla
- Aporosa villosa
- Archidendron jiringa
- Argyreia roseopurpurea
- Artabotrys burmanicus
- Artocarpus lacucha
- Aspidopterys tomentosa
- Balakata baccata
- Bauhinia ornata
- Beilschmiedia glauca
- Benkara sinensis
- Breynia retusa
- Bridelia insulana
- Buxus cochinchinensis
- Byttneria andamanensis
- Calamus longlsetus
- Capparis zeylanica
- Castanopsis armata
- Castanopsis echidnocarpa
- Catunaregam spathulifolia
- Catunaregam tomentosa
- Ceriscoides mamillata
- Cleistanthus hirsutulus
- Clerodendrum glandulosum
- Clerodendrum infortunatum
- Cnestis palala
- Colona auricutata
- Croton caudatus
- Cyclocodon lancifolius
- Dichapetalum longipetalum
- Dillenia indica
- Diospyros apiculata
- Diospyros glandulosa
- Diospyros rhodocalyx
- Diospyros rubra
- Dipterocarpus turbinatus
- Dissochaeta divaricata
- Dysoxylum cyrtobotryum
- Elaeagnus latifolia
- Elaeocarpus griffithii
- Ellipeiopsis cherrevensis
- Euonymus indicus
- Ficus annulata
- Ficus capillipes
- Ficus chatacea
- Ficus fistuiosa
- Ficus hirta
- Ficus subpisocarpa
- Ficus triloba
- Flacourtia indica
- Flacourtia rukam
- Gardenia coronaria
- Garuga pinnata
- Geisemium elegans
- Gironniera subequalis
- Gtochidion obscurum
- Gtycosmis puberula
- Gymnema griffithii
- Harpullia cupanioides
- Hunteria zeylanica
- Hydnocarpus ilicifolia
- Hymenopyramis brachiata
- Ilex umbellulata
- Illigera trifotiata
- Iodes cirrhosa
- Jasminum harmandianum
- Knema tenuinervia
- Leptopus diplospermus
- Litchi chinensis
- Lithocarpus macphailii
- Lithocarpus trachycarpus
- Litsea glutinosa
- Litsea ochracea
- Mallotus barbatus
- Mallotus philippensis
- Mallotus subpeltatus
- Mammea siamensis
- Melastoma malabathricum
- Melientha suavis
- Micromelum falcatum
- Mitrephora keithii
- Mitrephora winitii
- Momordica charantia
- Momordica cochinchinensis
- Murraya sp.
- Neuropeitis racemosa
- Passiflora foetida
- Passiflora siamica
- Payena lanceolata
- Phrynium pubinerve
- Phyllanthus collinsiae
- Picrasma javanica
- Pimelodendron griffithianum
- Plectocomiopsis geminiflora
- Polyalthia simiarum
- Pomatocalpa maculosum
- Premna serratifolia
- Pseuduvaria rugosa
- Reevesia pubescens
- Rhodoleia championii
- Rinorea bengalensis
- Ridsdalea sp.
- Sapindus trifoliatus
- Sauropus androgynus
- Schleichera oleosa
- Sindechites chinensis
- Siphonodon celastrineus
- Solanum erianthum
- Spondias pinnata
- Stephania pierrei
- Sterculia lanceolata
- Stereospermum colais
- Sumbaviopsis albicans
- Suregada multiflora
- Swintonia floribunda
- Syzygium gratum
- Syzygium polyanthum
- Tabernaemontana pandacaqui
- Terminatia alata
- Tetrastigma leucostaphyllum
- Tinospora sinensis
- Triadica cochinchinensis
- Turraea pubescens
- Uncaria cordata
- Uvaria rufa
- Viscum indosinense
- Vitex scabra
- Willughbeia edulis
- Wrightia arborea
- Xerospermum noronhianum
- Ziziphus calophylla